# (2483) Guinevere
(2483) Guinevere ist ein Asteroid des Hauptgürtels, der am 17. August 1928 vom deutschen Astronomen Max Wolf in Heidelberg entdeckt wurde.
Benannt wurde der Asteroid nach Guinevere, der Königin aus der Artus-Sage.